# Аша (Казахстан)
Аша́ (каз. Аша) — село у складі Сауранського району Туркестанської області Казахстану. Входить до складу Чернацького сільського округ.
До 2007 року село називалось Максим Горький.
Населення — 3330 осіб (2021; 3481 у 2009, 2777 у 1999, 1642 у 1989).